# Spelungula
Spelungula cavernicola es una especie de araña araneomorfa de la familia Gradungulidae. Es la única especie del género monotípico Spelungula.

## Distribución
Es originaria de Nueva Zelanda, donde se encuentra en las grutas en la región de Nelson en la Isla Sur.